# Aki Ollikainen

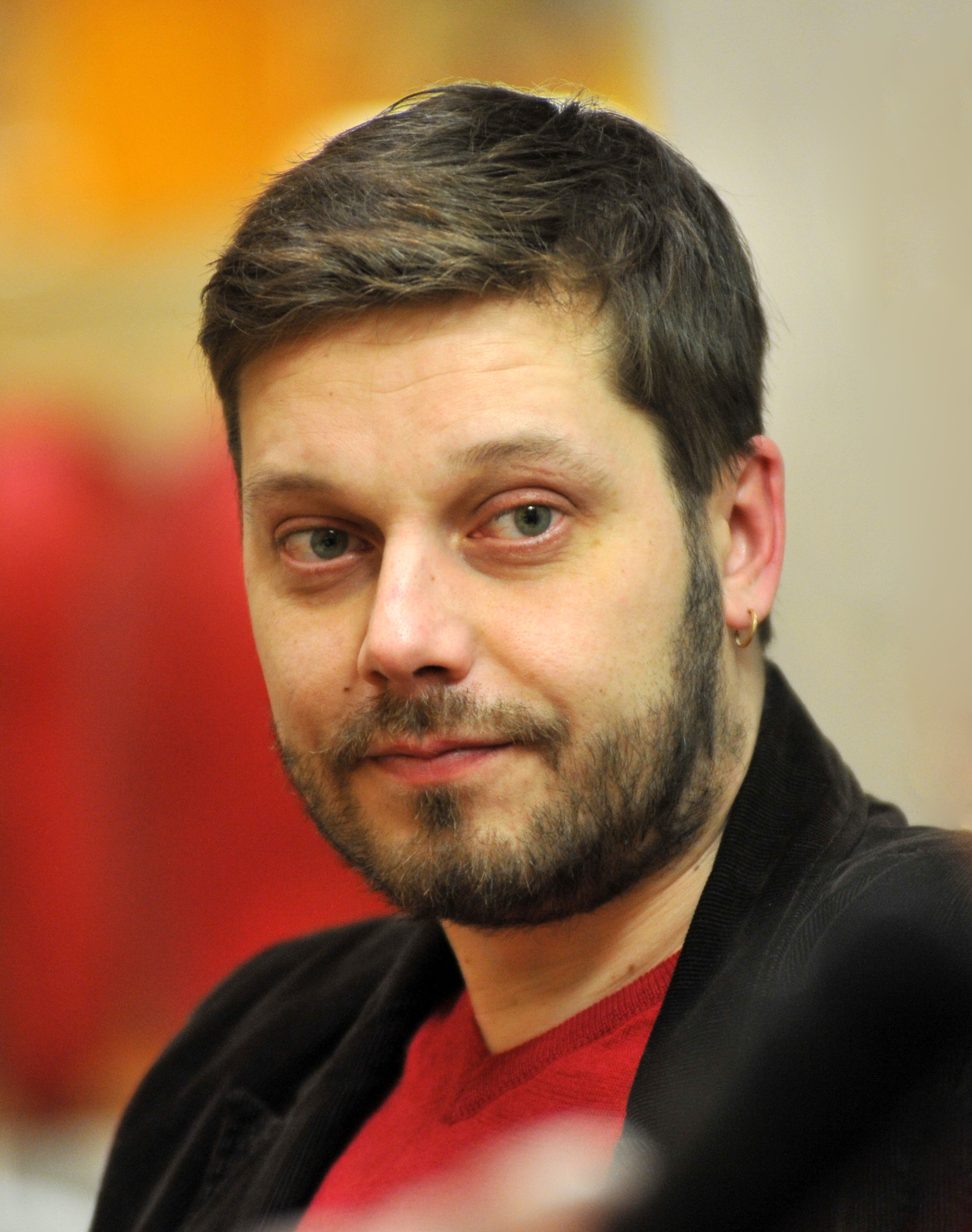
Aki Ollikainen (2012)

Aki Ollikainen (* 1973 in Äänekoski, Finnland) ist ein finnischer Journalist und Schriftsteller.

## Leben
Aki Ollikainen studierte Sozialpolitik an der Universität Jyväskylä und schloss 2007 zusätzlich eine Berufsausbildung zum Fotografen ab. Als Journalist arbeitete er für ein Magazin in Nord-West-Lappland.
Mit seinem Roman Nälkävuosi debütierte Ollikainen 2012 als Schriftsteller. Die Geschichte einer Mutter, die im Winter 1867/68 aus einem finnischen Dorf mit ihren beiden Kindern nach St. Petersburg flieht, um dem Hunger zu entkommen, wurde mit mehr als 10.000 verkauften Exemplaren sowohl vom Publikum als auch von der Kritik gut aufgenommen. So erhielt Ollikainen eine Nominierung für den prestigeträchtigen Finlandia-Preis und wurde sowohl mit dem Helsingin-Sanomat-Literaturpreis für den Besten Debütroman als auch mit der Danke-für-das-Buch-Medaille ausgezeichnet. 2013 wurde das Buch vom Berliner Transit Buchverlag unter dem Titel Das Hungerjahr auf Deutsch veröffentlicht und 2016 gelangte die englischsprachige Übersetzung White Hunger auf die Longlist des Man Booker International Prize.
Mit seiner Ehefrau Milla Ollikainen hat Aki Ollikainen zwei Kinder. Seit 2013 ist auch sie Schriftstellerin. Sie debütierte mit dem Kriminalroman Veripailakat.

## Werke
- Nälkävuosi (2012)
  - Das Hungerjahr. Aus dem Finnischen von Stefan Moster. Transit, Berlin 2013, ISBN 978-3-88747-289-4.
- Musta satu (2015)

## Auszeichnungen (Auswahl)
- 2012: Helsingin-Sanomat-Literaturpreis für „Nälkävuosi“
- 2012: Nominierung für den Finlandia-Preis mit „Nälkävuosi“
- 2013: Danke-für-das-Buch-Medaille für „Nälkävuosi“